# LifeTouch NOTE

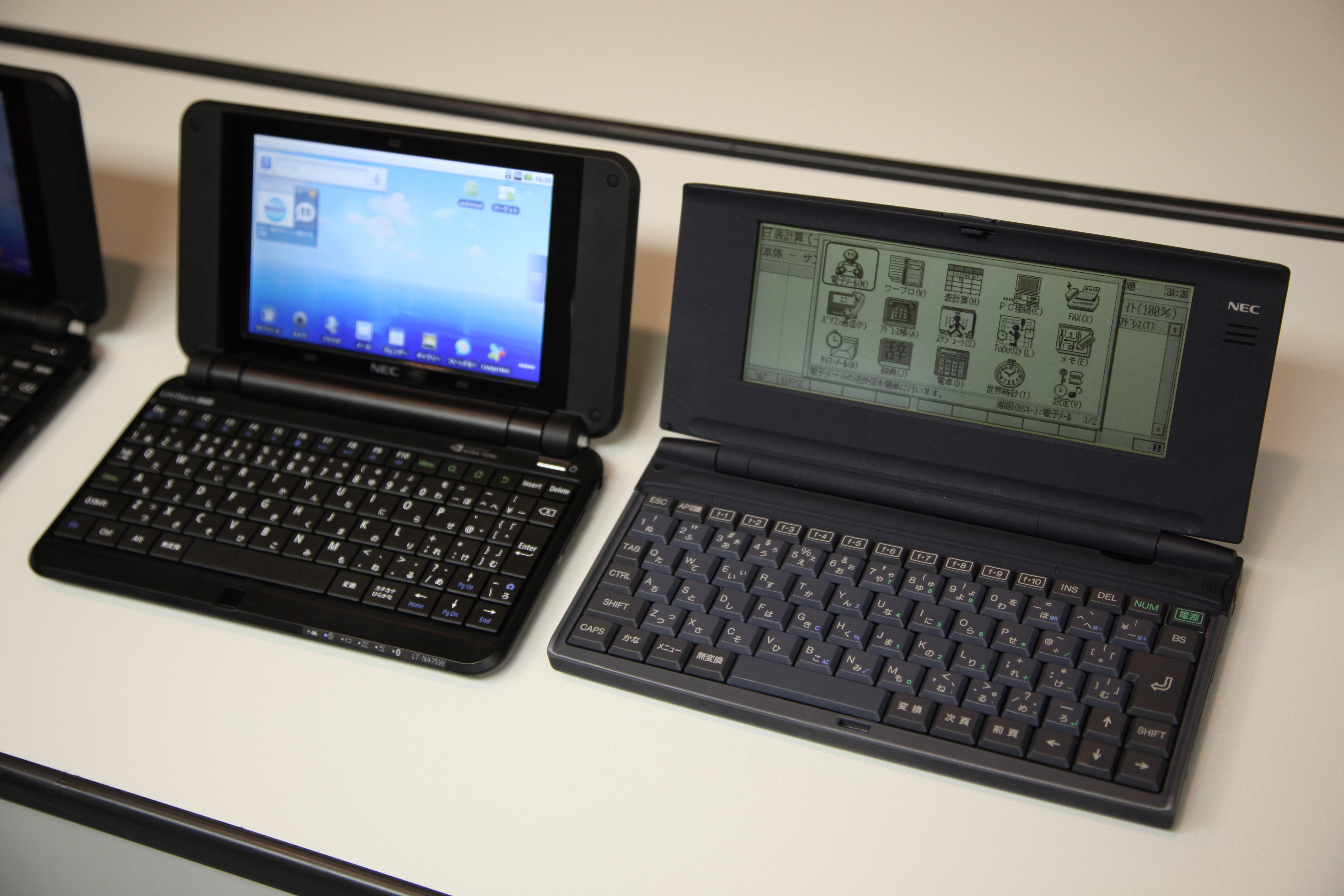
LifeTouch NOTE（左）とモバイルギア（右）

LifeTouch NOTE（ライフタッチノート）は、日本電気（NEC）製のAndroid OS搭載のクラムシェル型スマートブックである。

## 概要
NECから発売された初めてのAndroid OS搭載の小型ノートブック形状端末で、機能面では、スマートフォン以上、ノートパソコン以下のスマートブックの分類に入る。同社はスマートフォンとノートパソコンの中間に位置づけられる端末として、カテゴリ名をスマートブックと呼称している。同様の製品では東芝からdynabook AZと呼ばれる製品が先行して発売されているが、本製品より若干サイズが大きく、タッチパネルやGPSといったスマートフォンならではの機能が搭載されていない。dynabook AZはクラウドブックと呼ばれている。
Windows搭載パソコンとは異なり、バッテリーに負荷の少ない本製品はスマートフォンや携帯電話同様に電源を切ることなく、常時スリープ状態で持ち歩くことができる。このため取り出してから利用を開始するまでの待ち時間が短く、またバッテリーライフの長さや比較的コンパクトで軽量な点から、気軽に外出先に持ち出して利用できる点がWindows搭載パソコンとの大きな違いとなっている。用途として、ネットサーフィンやSNSやブログの投稿に加え、簡易な文書作成、表計算といった、スマートフォンでは従来困難だった文字入力を多用する利用シーンが想定されている。
以下の仕様一覧のとおりWi-Fiは標準で搭載されているほか、NA75F/1AシリーズはNTTドコモのFOMAハイスピードモジュールが搭載されており、下り最大7.2Mbpsの高速モバイル通信が可能で、日本中どこでもネットサーフィンやインターネットメールが利用できる。OSはAndroid 2.2であり、Googleの基本的なサービスであるGmail、POP/IMAPメールやYouTube、Googleカレンダー等のPIMの同期などができるほか、Google Play Storeから20万を超えるアプリケーションをダウンロードして楽しむことができる。
本製品の大きな特徴であるキーボードは16.8mm幅で10本の指でタイピングが可能なほか、日本語入力にはATOK for LifeTouchが搭載されている。
アイコンの選択や画面のスクロールは、スマートフォンのように画面にタッチして直感的な操作を楽しむことができる他、キーボードの下部には光学式のタッチパッドが配置され、キーボード上のカーソルキーと同様の操作が可能となっており、細かい移動やブラウザ上の小さなリンクをクリック出来るよう工夫されている。Windows搭載パソコンのように、マウスカーソルは表示されない。ブラウザではAdobe Flash Player 10.1がプリインストールされているため、通常のパソコンとほぼ同等のFlashで作成された、動きのあるサイトも閲覧可能となる。

### ビジネス向けモデル
法人向け仕様として後日発売された製品で、コンシューマ向け製品と以下が異なっている。
- 内蔵フラッシュ8GBを2GB＋6GBに分割し、後半6GBが /mnt/sdcard にマウントされている(フラッシュメモリ2GBモデルは定義されていない)。なお、SDカードスロットは存在するが、保守目的以外では使用できなくなっている。
- コンシューマ向け製品ではマスクされていたIEEE802.1x機能、VPN機能が復活している。それに加えて、サードパーティ製のVPNアプリが2製品追加されている。
- プロキシ設定が可能(NECの独自実装で、Android 3.1以降のものとは異なる)。
- パスワードポリシー設定・アプリインストール制御・利用可能デバイス制限・操作ログ取得等のセキュリティ機能が加えられた。
- 「ライフノート」が「ライフノート for Business」に置き換えられ、文書のパスワード保護機能や、議事録向け定型文挿入機能・定型文登録機能が追加されている。また、ブログ／SNS投稿支援機能が削除されている。
- 個人向け色の濃いアプリケーション(ついっぷる等)が削除されている。
- 2011年7月12日のアップデート相当はすべて適用済み。

## 専用アプリケーション
下記に示すアプリケーションは、NECより提供され、当製品に最適化されたプリインストールアプリケーションである。なお、これらは同じく専用の「オンラインアップデート」によりインストール、アップデートすることができる。
ライフノートメモ帳アプリケーション。Ctrl-CやCtrl-XといったWindowsで標準的なコピー＆ペースト機能のキーバインドが実装されており、パソコンと変わらない操作性を提供されている。(当時、Androidマーケットで配布されているメモ帳アプリの多くが、Ctrlキーなどの特殊キーをサポートしていなかった)
ウェブリメール for Androidメールソフト。ウェブリメールの名を冠しているが、ビッグローブの他、一般的なPOP3/SMTP、IMAP4、Gmailに接続可能。Android標準の「メール」をベースにしているが、横画面およびキーボードに最適化されている。ビジネス向けモデルでは、Exchangeメールにも対応している。
ついっぷる for LifeTouch NOTENECビッグローブ製のTwitterクライアント。横画面およびキーボードに最適化されていた。API 1.1非対応のため、2013年4月上旬にサポートを終了。通常版ついっぷるへの移行が案内されている。
スクリーンキャプチャ本製品は、日本語配列106キーボードのようにPrint Screenキーを持たない為、F12キーで画面のキャプチャおよび保存を行う。最初のファームウェア・アップデート時に対応した。

## 製品
| LifeTouch NOTE | LifeTouch NOTE                                         | LifeTouch NOTE                                         | LifeTouch NOTE                      |
| 製品名         | NA75F/1A                                               | NA75W/1A                                               | NA70W/1A                            |
| -------------- | ------------------------------------------------------ | ------------------------------------------------------ | ----------------------------------- |
| 通信回線       | FOMAハイスピード Wi-Fi Bluetooth                       | Wi-Fi Bluetooth                                        | Wi-Fi Bluetooth                     |
| OS             | Android 2.2                                            | Android 2.2                                            | Android 2.2                         |
| プロセッサー   | NVIDIA Tegra 250                                       | NVIDIA Tegra 250                                       | NVIDIA Tegra 250                    |
| 画面サイズ     | 7型ワイド（800×480ドット）                             | 7型ワイド（800×480ドット）                             | 7型ワイド（800×480ドット）          |
| 重量           | 723g                                                   | 699g                                                   | 699g                                |
| ストレージ     | 16GB (内蔵8GB＋SDHCメモリーカード8GB                   | 16GB (内蔵8GB＋SDHCメモリーカード8GB                   | 4GB (内蔵2GB＋SDHCメモリーカード2GB |
| カラー         | バーミリオンレッド チョコレートブラウン ピアノブラック | バーミリオンレッド チョコレートブラウン ピアノブラック | ピアノブラック                      |

| LifeTouch NOTE ビジネス向けモデル | LifeTouch NOTE ビジネス向けモデル                                        | LifeTouch NOTE ビジネス向けモデル                                        |
| 製品名                            | D000-000011-N01、-N02、-N03                                              | D000-000010-N01、-N02、-N03                                              |
| --------------------------------- | ------------------------------------------------------------------------ | ------------------------------------------------------------------------ |
| 通信回線                          | FOMAハイスピード Wi-Fi Bluetooth                                         | Wi-Fi Bluetooth                                                          |
| OS                                | Android 2.2                                                              | Android 2.2                                                              |
| プロセッサー                      | NVIDIA Tegra 250                                                         | NVIDIA Tegra 250                                                         |
| 画面サイズ                        | 7型ワイド（800×480ドット）                                               | 7型ワイド（800×480ドット）                                               |
| 重量                              | 723g                                                                     | 699g                                                                     |
| ストレージ                        | 8GB (内蔵8GB) ※SDカード無効化済                                          | 8GB (内蔵8GB) ※SDカード無効化済                                          |
| カラー                            | バーミリオンレッド(-N02) チョコレートブラウン(-N03) ピアノブラック(-N01) | バーミリオンレッド(-N02) チョコレートブラウン(-N03) ピアノブラック(-N01) |

## 歴史
- 2011年3月10日 - NA75W/1A、NA70W/1A 発売
- 2011年4月27日 - NA75F/1A 発売
- 2011年7月12日 - オンラインアップデート スクリーンキャプチャ機能、キーボードのキーバインド設定可能キーの拡大
- 2011年8月23日 - ビジネス向けモデル(D000-000010-N0x、D000-000011-N0x) 発売

## 不具合
いずれも使用に際して致命的なものではないが、以下の現象が報告されている。
- 重量バランスが悪く、ディスプレイを135度以上開くと向こう側に倒れてしまう。対応策として、キーボード側の手前底面に比重の大きな金属板を貼り付けて使用していたユーザもいた。
- 底面の製品名／型番等が記載されたラベルが感熱紙のため、経年劣化で読めなくなる。これは、ビジネス向けモデルでは解消されている。
- 2011年4月、5月頃のWi-Fiモデルで、キーボードの打鍵感が良好でないものがある。